# Peter Wolf (Komponist)

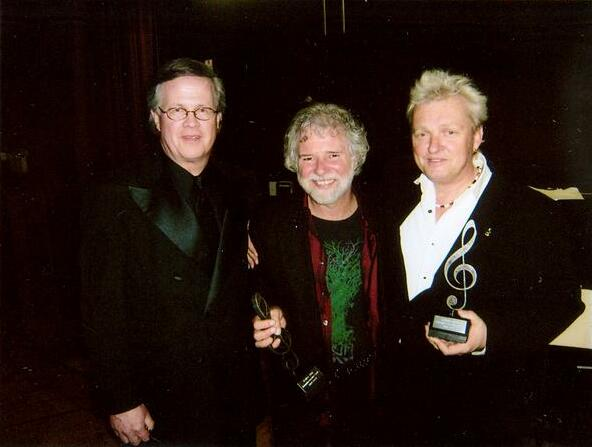
Ray Reach, Chuck Leavell und Peter Wolf (v. l. n. r.) bei den Birmingham Area Music Awards, Alabama am 17. April 2008

Peter Wolf (* 26. August 1952 in Wien) ist ein mehrfach für den Grammy nominierter österreichisch-amerikanischer Komponist und Musikproduzent. Mit mehr als 230 Millionen verkauften Tonträgern und zahlreichen Auszeichnungen ist Peter Wolf mit Abstand Österreichs erfolgreichster Musiker der internationalen Jazz-, Rock- und Popmusik. Im Jahr 2002 bekam er das Österreichische Ehrenkreuz für Wissenschaft und Kunst verliehen.

## Leben und Karriere

### Ausbildung und erste Jahre in Österreich
Peter Wolf gab mit neun Jahren sein erstes Beethoven-Konzert und studierte klassisches Piano am Konservatorium der Stadt Wien. Im Alter von 16 Jahren gewann er den ersten Preis als Solo-Pianist beim Europäischen Jazz Festival und wurde Mitglied in Fatty Georges Band. Mit Karl Ratzer spielte er zudem 1967 in dessen Fusionband C-Department, ab 1971 dann in der Jazzrockformation Gypsy Love.
Er schrieb Lieder und Arrangements für André Heller und Erika Pluhar.

### Auswanderung nach Amerika
1975 wanderte Wolf in die USA aus. In Atlanta/Georgia spielte er in einer Jazz-Band, mit der er lange Zeit tourte. In Birmingham/Alabama verließ er die Band, spielte solo in einem Club namens Courtyard und wurde als Lehrer an die University of Montevallo engagiert, wo er ein Jahr lang die Studenten-Big-Band unterrichtete. Dort lernte er den Musiker Frank Zappa kennen, dessen Keyboarder er von 1976 bis 1980 war. Zwischen 1980 und 1985 macht sich Wolf als Studiomusiker selbstständig. Als Produzent und Autor arrangierte er Hits für Starship We Built This City oder für Go West King of Wishful Thinking (aus dem Film Pretty Woman) und viele weitere.

### Familie
Peter Wolf und Ina Wolf waren von 1979 bis 1995 ein Paar. Die Eheschließung wurde aber rückwirkend annulliert. Ina Wolf nahm als Christina Simon mit dem Lied Heute in Jerusalem am Eurovision Song Contest 1979 teil, wo es allerdings nur einen geteilten letzten Platz erreichte. Mit ihr bildete er das Duo Wolf & Wolf, das zwischen 1982 und 1984 zwei Alben herausbrachte.
Peter Wolf lebt heute mit seiner Frau Lea Wolf-Millesi, einem Model und Lyrikerin, und seinen Kindern in Malibu.

## Arbeit mit Frank Zappa
Zwischen 1976 und 1980 war Wolf Keyboarder in der Band von Frank Zappa. Mit ihm nahm er mehrere Alben auf.
Alben mit Frank Zappa:
- Sheik Yerbouti (1979)
- Joe’s Garage 1 (1979)
- Joe’s Garage 2 & 3 (1979)
- Tinsel Town Rebellion (1981)
- Shut Up ’n Play Yer Guitar (1981)

## Arbeit als Komponist
In den 90er-Jahren entdeckte Wolf die Filmmusik für sich: Die unendliche Geschichte III, Peanuts – Die Bank zahlt alles oder Irren ist männlich zeugen davon. Wolf hat im Lauf seiner Karriere acht Nummer-1-Hits produziert. Er schrieb Filmsongs wie Top Gun und wirkte als Produzent, Arrangeur und Komponist für Jefferson Starship, Kenny Loggins, Commodores, The Who, Santana, Chicago, Natalie Cole. Wolf schrieb die Musik zur Fernsehserie Kommissar Rex und für die Miniserie Tanz auf dem Vulkan. In den Jahren 1999 und 2004 schrieb er zwei Symphonien.

## Whamslam
Entwickelt hat Wolf das Projekt mit seiner Frau Lea sowie Grafikern und Musikspezialisten aus der Bay Area bei San Francisco. Die Kaugummi-Familie „Chew“ führt durch die bunte digitale Welt von Whamslam. Kinder sollen dort Aufgaben lösen, spielerisch lernen und dabei mit Werten konfrontiert werden. Die Übermittlung von Wissen und ethischen Werten sowie die Förderung von Fantasie und kreativem Denken sollen dabei ohne Strenge erfolgen.

## Auszeichnung
Im Jahr 2000 wählten ihn die Österreicher bei einer Umfrage der Zeitschrift „Wiener“ als „erfolgreichster österreichischer Musiker des Jahrhunderts“ auf Platz zwei – nach Mozart. Seine größten Erfolge feierte er als gefragter Studio-Keyboarder und Arrangeur. Er wurde für ein Duett von Thelma Houston und Dennis Edwards für einen Grammy nominiert. Insgesamt erhielt Peter Wolf zwei Grammy-Nominierungen für seine Arbeiten.
Für seine Arbeit mit Andre Heller gewann Wolf zweimal den Deutschen Schallplattenpreis. 2002 verlieh ihm die Republik Österreich das Ehrenkreuz für Wissenschaft und Kunst.

## Diskographie (Auswahl)
| Alben | |
| Solo - 1969: A Change In My Life (Jazz) - 1972: Gorilla-Gorilla (Jazz, Rock) | Gipsy Love - 1970: Gipsy Love (The White Album) (Jazz, Rock, Funk / Soul) - 1972: Here We Come (Jazz, Rock, Funk / Soul) |
| Mitarbeit | |
| - 1971: Gipsy Love („Just A Little Love/Let Me Come Over“) - 1977: Frank Zappa („Wax Flags“) - 1978: Frank Zappa („Leatherette“) - 1978: Frank Zappa („Rubber Slices“) - 1978: Frank Zappa („Tiny Nightmares“) - 1979: Frank Zappa („Sheik Yerbouti“) - 1979: Frank Zappa („Joes Garage Acts II & III“) - 1979: Frank Zappa („Dancin’ Fool“) - 1981: Frank Zappa („Tinsel Town Rebellion“) - 1984: Jefferson Starship („Nuclear Furniture“) - 1984: Jefferson Starship („The King Biscuit Flower Hour“) - 1984: Survivor („The Search Is Over“) - 1984: Youngblood (Original Motion Pictures Soundtrack) („Stand In The Fire“) - 1985: Maurice White („Children Of Africa“) - 1985: Starship („We Built This City“, „Sara“) - 1986: Top Gun (Original Motion Picture Soundtrack) („Playing With The Boys“) - 1986: Wang Chung („Mosaic“) - 1986: Wang Chung ("Betrayal ") - 1988: Frank Zappa („Baby Snakes“) | - 1988: Frank Zappa („You Can't Do That On Stage Anymore Vol. 1“) - 1989: Wang Chung („The Warmer Side Of Cool“) - 1990: Go West („The King Of Wishful Thinking“) - 1990: Santana („Who’s That Lady“) - 1990: Santana („Gypsy Woman“) - 1992: Go West („Indian Summer“) - 1995: Thomas Anders („Souled“) - 1998: Nik Kershaw (Greatest Hits) - 2000: Michael McDonald („On My Own“) - 2001: Jeff Richman & Friends („Let This Be The One“) - 2002: Joe Sample („The Pecan Tree“) - 2004: Frank Zappa („In Poughkeepsie“) - 2005: Big Country („Classic“) - 2006: Sérgio Mendes („Surfboard“) - 2009: DoubleYouSee („Playing In Tongues“) - 2010: Survivor („Vital Signs“) - 2011: Gussie Millner („What More Can I Say“) - 2014: Georg Danzer („Der Tschik“) |

## Filmografie (Auswahl)
| Spielfilme - 1981: Der Feenprinz (Tündér Lala) - 1981: Vuk - Der kleine Fuchs (Vuk) - 1993: Wieder Ärger mit Bernie (Weekend at Bernie’s II) - 1996: Peanuts – Die Bank zahlt alles - 1996: Irren ist männlich - 1994: Die unendliche Geschichte III – Rettung aus Phantásien (The Neverending Story III: Escape from Fantasia) - 1997: Die furchtlosen Vier (The Fearless Four) - 1998: Widows – Erst die Ehe, dann das Vergnügen - 1999: St. Pauli Nacht - 2001: Der Himmel von Hollywood (The Hollywood Sign) - 2004: Nussknacker und Mäusekönig (The Nutcracker and the Mouseking) - 2004: Das allerbeste Stück - 2007: Molly & Mops - 2007: Die Vampirprinzessin - 2009: Kommissar Rex – Ein tödliches Match - 2010: Molly & Mops: Das Leben ist kein Guglhupf - 2011: Molly & Mops – Ein Mops kommt selten allein - 2011: Als der Weihnachtsmann vom Himmel fiel | Fernsehserien - 1981: Pityke (13 Episoden) - 1993–1995: Öregberény (16 Episoden) - 1996: Tanz auf dem Vulkan - 2000–2009: Kommissar Rex (44 Episoden) - 2006: 8x45 – Austria Mystery (1 Episode) - 2006–2007: SOKO Wien (3 Episoden) - 2009: Universum (1 Episode) - 2012: Österreich-Bild (1 Episode) - 2013–2014: Wilde Reise |